# Smicropus latifasciata
Smicropus latifasciata là một loài bướm đêm trong họ Geometridae.